# Рейвенсвуд (телесериал)
«Ре́йвенсвуд» (англ. Ravenswood) — американский телесериал, который является спин-оффом подростковой драмы «Милые обманщицы». ABC Family дал зелёный свет на производство спин-оффа 26 марта 2013 года, а его премьера состоялась 22 октября 2013 года, после трансляции Хэллоуинского эпизода «Милых обманщиц». 14 февраля 2014 года канал закрыл сериал после одного сезона.

## Синопсис
Сюжет разворачивается в вымышленном городке Рейвенсвуд, штат Пенсильвания, где жизни пяти незнакомцев переплетаются смертоносным проклятием, которое преследует город на протяжении поколений. Им приходится узнать тёмные тайны прошлого города, чтобы разобраться с проклятием.

## Актёры и персонажи

### Основной состав
- Тайлер Блэкберн — Калеб Риверс[5]
- Николь Гэйл Андерсон — Миранда Коллинз[6]
- Стивен Кебрал — Рэймонд Коллинз
- Бретт Дир — Люк Мэтисон
- Мерритт Паттерсон — Оливия Мэтисон[7]
- Бритни Олдфорд — Реми Бомонт[8]

### Второстепенный состав
- Мег Фостер — Карла Грюнвальд[9]
- Люк Бенвард — Диллон
- Генри Симмонс — Саймон Бомонт
- Софина Браун — Терри Бомонт
- Хейли Лу Ричардсон — Тесс
- Лора Аллен — Рошель Мэтисон
- Джастин Брюнинг — Бенджамин Прайс[10]
- Джей Хьюджули — Том Беддингтон
- Брок Келли — Зак Спрингер
- Коррина Рошеа — Анарауд
- Эшли Бенсон — Ханна Марин

## Список эпизодов
| №  | Название                                              | Режиссёр        | Автор сценария                                  | Дата премьеры   | Зрители в США (млн) |
| -- | ----------------------------------------------------- | --------------- | ----------------------------------------------- | --------------- | ------------------- |
| 1  | «Пилот» «Pilot»                                       | Рон Лагомарсино | Джозеф Доэрти, Оливер Голдстик и А. Марлин Кинг | 22 октября 2013 | 2,12                |
| 2  | «Смерть и девушка» «Death and the Maiden»             | Роб Харди       | Джозеф Доэрти                                   | 29 октября 2013 | 1,10                |
| 3  | «Поверить» «Believe»                                  | Рон Лагомарсино | Джилл Е. Блотвогел                              | 5 ноября 2013   | 1.03                |
| 4  | «У Дьявола есть лицо» «The Devil Has a Face»          | Арлин Сэнфорд   | Оливер Голдстик                                 | 12 ноября 2013  | 1.07                |
| 5  | «Напуганные до смерти» «Scared to Death»              | Норман Бакли    | А. Марлин Кинг                                  | 19 ноября 2013  | 1.11                |
| 6  | «Пробуждение» «Revival»                               | Мик Гэррис      | Нельсон Солер                                   | 7 января 2014   | 1.69                |
| 7  | «Дом там, где сердце» «Home is Where the Heart Is»    | Дженис Кук      | Шон Рейкрафт                                    | 14 января 2014  | 1.13                |
| 8  | «Я буду спать, когда умру» «I'll Sleep When I'm Dead» | Мик Гэррис      | Джилл Е. Блотвогел и Закари Додес               | 21 января 2014  | 1.23                |
| 9  | «И пришел паук» «Along Came a Spider»                 | Джошуа Батлер   | Оливер Голдстик и Франческа Роллинз             | 28 января 2014  | 1.05                |
| 10 | «Мое призрачное сердце» «My Haunted Heart»            | Рон Лагомарсино | Джозеф Доэрти                                   | 4 февраля 2014  | 1.39                |